# Ipomoea asarifolia
Ipomoea asarifolia là một loài thực vật có hoa trong họ Bìm bìm. Loài này được (Desr.) Roem. & Schult. mô tả khoa học đầu tiên năm 1819.

## Hình ảnh

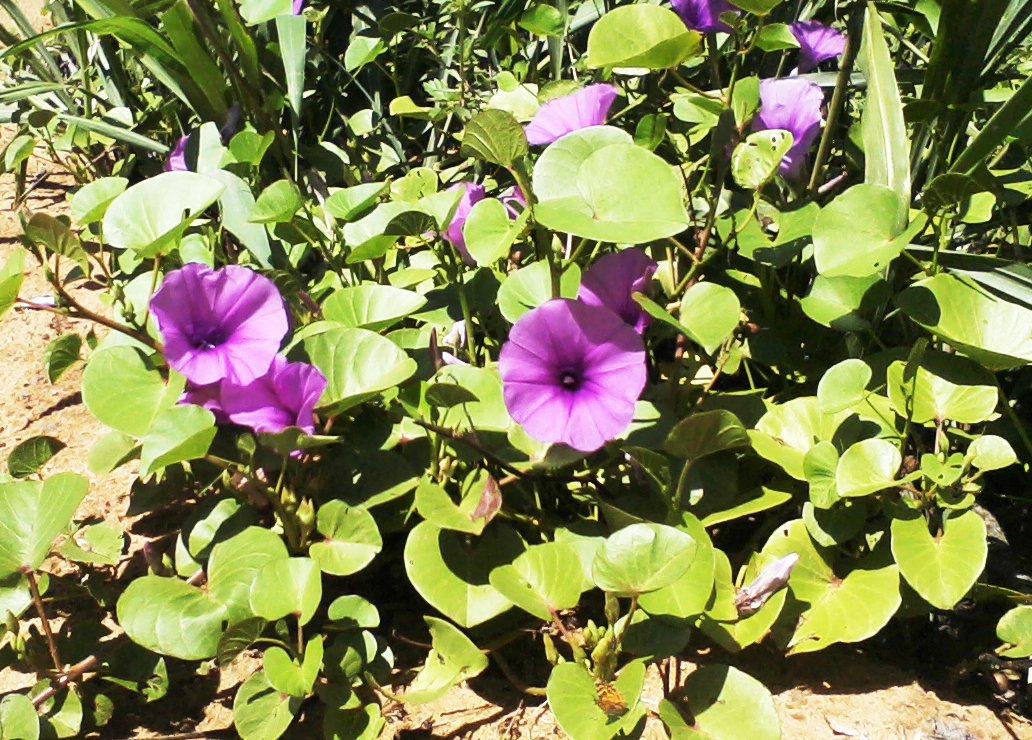